# Diva GT
Der Diva GT war ein Rennwagen, der in den 1960er-Jahren bei Diva Cars Ltd. in Großbritannien gebaut wurde und bei nationalen und internationalen Sportwagenrennen zum Einsatz kam.
Der Diva GT wurde Mitte der 1960er-Jahre von dem britischen Konstrukteur Don Sim entwickelt. Sim kam vom Monoposto-Bau und hatte bei der Firma Yimkin, deren Teilhaber er war, Fahrzeuge für die Formel Junior gebaut. Der Diva GT war ein leichtgewichtiges, kompaktes Sportcoupé mit einer GFK-Karosserie. Das Fahrzeug hatte einen filigranen Gitterrohrrahmen, eine hintere Einzelradaufhängung und vorne bereits Scheibenbremsen.
Angetrieben wurde der Diva GT von einem 4-Zylinder-Ford-Motor. Die Kunden konnten getunte Aggregate wählen, die zwischen 1 und 1,6 Liter Hubraum lagen, abhängig davon, in welcher Klasse der Wagen starten sollte. Obwohl es möglich war, den Diva GT auch in einer Ausführung für die Straße zu bestellen, wurden alle 65 gebauten Einheiten für den Einsatz auf der Rennstrecke ausgeliefert.
Der Diva GT feierte vor allem bei nationalen GT-Rennen der 1960er-Jahre in Großbritannien Erfolge. Beim 1000-km-Rennen auf dem Nürburgring 1964 gewann ein Diva GT die Klasse „Prototypen von Grand-Tourisme-Wagen bis 1000 cm³“. Am Steuer saß als Teamkollege von Peter Jackson der spätere Formel-1-Pilot John Miles. Ein zweiter GT mit Peter Gethin und Andy Moffat fiel aus.